# عبد الواسع هائل سعيد انعم
عبد الواسع هائل سعيد انعم رجل أعمال وبرلماني يمني، عضو في مجلس النواب، عن الدورة البرلمانية 1993-2009 عن الدائرة الانتخابية رقم (161) بمحافظة الحديدة رئيس لجنة النقل والمواصلات بمجلس النواب.